# Alberto Cristofori
Alberto Cristofori (Mantova, 10 dicembre 1878 – Milano, 8 dicembre 1966) è stato un ingegnere italiano.

## Opere (parziale)
- Case popolari in via Nazario Sauro, 45-47-49A a Mantova (1909-11, assieme all'ingegnere Ulisse Malanca)
- Teatro Casa del Popolo di Castel d'Ario (1907-11)
- Salumificio della Società S.A.L.S. (1911-12, assieme all'ingegner Guido Scalori), Mantova, via Salvador Allende, 10, 10A, 10B
- Casa Zanardi, Mantova, via Cavour 70-74, via Sant'Agnese, 2-6 (1913)
- Palazzo della Banca Agricola Mantovana a Mantova (1927-28), corso Vittorio Emanuele II, 3-11
- Sede dell'Istituto Pro Lattanti Ernesto Soncini, poi Arci, a Mantova (1919-25, 1931-35)
- Casa Nodari a Castiglione delle Stiviere (1924)[1]
- Casa in corso Vittorio Emanuele, 1-11 a Mantova (1927)
- Condominio (1935-37), Milano, via Marcora, 7
- Palazzi gentilizi in via Cavour a Mantova
- Monumenti funebri in vari cimiteri, tra cui:
  - Edicola Rocca (1913), Mantova, Cimitero Monumentale
  - Edicola Rigoletti-Sternieri (primi anni Trenta), Cusano Milanino (MI), Cimitero Comunale
- Palazzo del Consiglio delle Corporazioni di Gorizia, poi Camera di Commercio di Gorizia (1930, con Bruno Sarti)